# Ben Lomond (Arkansas)
Ben Lomond è una città statunitense situato nello Stato dell'Arkansas, nella Contea di Sevier.

## Geografia fisica
Ben Lomond si trova alle coordinate 33°50′06″N 94°07′18″W.